# 埃奇沃特 (佛罗里达州沃卢西亚县)
埃奇沃特（英語：Edgewater）是美国佛罗里达州沃盧西亞縣下属的一座城市。建立于1924年。面积约为26.8平方公里（约合10.4平方英里）。根据2010年美国人口普查，该市有人口20,750人。论人口在本州排行第101。